# Señorío de Cuéllar
El señorío de Cuéllar fue un señorío nobiliario situado en la corona de Castilla. La villa de Cuéllar formó parte del patrimonio regio durante siglos, por lo que fue pasando de un titular a otro entre diversos infantes y monarcas, tanto de Castilla como de Aragón, hasta que en 1464 es concedido por Enrique IV de Castilla a su valido Beltrán de la Cueva, primer duque de Alburquerque, pasando a formar parte de las propiedades de la Casa de la Cueva. Comprendió tanto la villa de Cuéllar como su Comunidad de Villa y Tierra. 
El señorío fue elevado a marquesado en 1562, pasando a ser el título de marqués de Cuéllar el que llevarían los herederos al Ducado de Alburquerque en vida de su padre.

## Historia

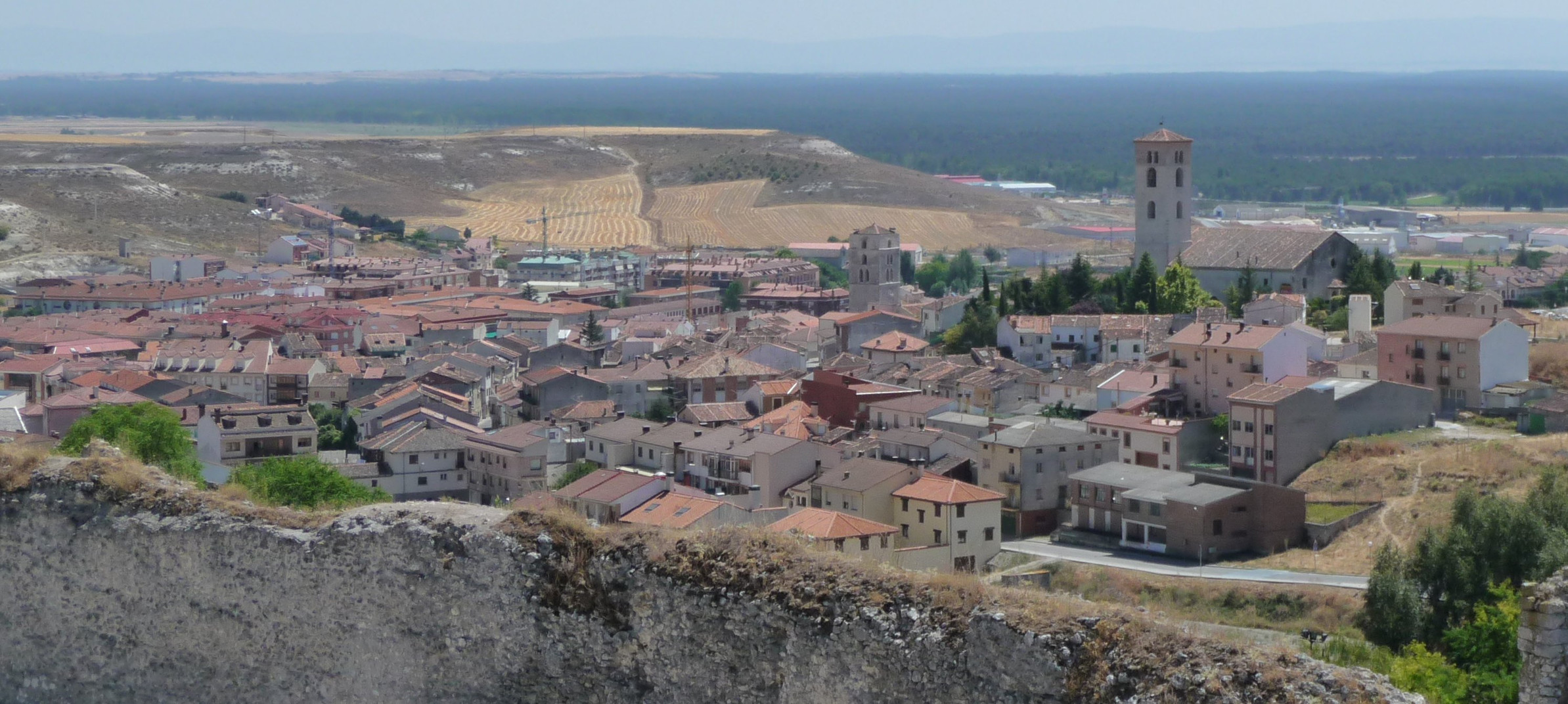
Vista de Cuéllar

La definitiva repoblación de la villa de Cuéllar y su Tierra tiene lugar en el último cuarto del siglo XI, y fue desarrollada por el magnate Pedro Ansúrez, siendo su territorio propiedad de la corona. En el siglo XIII pasó a formar parte de los Manuel, hasta que en 1381 termina en manos de Juan I de Castilla, quien la concedió tres años más tarde como dote a su mujer Beatriz de Portugal. Cedida a Fernando I de Aragón, pasa a la corona de aquel reino, hasta que es concedida a Álvaro de Luna en 1434, perdiéndola en cinco años más tarde, y vuelta a recuperar permanece en su poder hasta su final. Donada en el testamento de Juan II de Castilla a su hija la princesa Isabel, su hermanastro Enrique IV de Castilla adquirió la villa pagando a Isabel 200.000 doblas de la banda en concepto de dote, para poder entregársela a su valido Beltrán de la Cueva, primer duque de Alburquerque en 1464, siendo Cuéllar una de las propiedades que el monarca le concedió por su renuncia al Gran Maestrazgo de la Orden de Santiago.
Debido a su situación geográfica, a mitad de camino entre Segovia y Valladolid, Beltrán de la Cueva la eligió como su residencia fija, remodelando y ampliando el castillo-palacio y reforzando el recinto amurallado de la villa. De este modo la villa pasó a engrosar el amplio patrimonio de la Casa de la Cueva, y el señorío fue elevado a marquesado en 1562, aunque ya aparece citado este título en 1530, en manos del hijo del entonces duque de Alburquerque. El título, la propiedad y las rentas de la villa permanecerán en la casa hasta el año 1811 en el que fueron abolidos los señoríos jurisdiccionales, quedando únicamente como marqueses de ella, y propietarios de las edificaciones levantadas a su costa, incluidos el castillo, las murallas y algunos inmuebles religiosos.

## Señores de Cuéllar
| Titular                                                          | Periodo            |                    |
| Señores de Cuéllar                                               | Señores de Cuéllar | Señores de Cuéllar |
| ---------------------------------------------------------------- | ------------------ | ------------------ |
| Manuel de Castilla, Infante de Castilla                          | 1252-1283          |                    |
| Don Juan Manuel                                                  | 1283-1348          |                    |
| Juan el Tuerto, señor de Vizcaya                                 | 1319-1325          |                    |
| Fernando Manuel de Villena                                       | 1348-1350          |                    |
| Juana Manuel de Villena                                          | 1350-1381          |                    |
| Juan I de Castilla, rey de Castilla                              | 1381-1383          |                    |
| Beatriz de Portugal, reina de Castilla                           | 1383-1390          |                    |
| Fernando de Antequera, rey de Aragón                             | 1390-1416          |                    |
| Juan II de Aragón, rey de Aragón                                 | 1416-1430          |                    |
| Fadrique de Aragón, IV conde de Luna                             | 1430-1433          |                    |
| Violante de Aragón, condesa de Niebla                            | 1433-1434          |                    |
| Álvaro de Luna, Condestable de Castilla                          | 1434-1439          |                    |
| Juan II de Aragón, rey de Aragón                                 | 1439-1444          |                    |
| Álvaro de Luna, Condestable de Castilla                          | 1444-1453          |                    |
| Isabel I de Castilla, Infante de Castilla                        | 1453-1464          |                    |
| Beltrán de la Cueva y Mercado, duque de Alburquerque             | 1464-1492          |                    |
| Francisco Fernández de la Cueva y Mendoza, duque de Alburquerque | 1492-1526          |                    |
| Beltrán II de la Cueva y Toledo, duque de Alburquerque           | 1526-1560          |                    |
| Francisco Fernández de la Cueva y Girón, duque de Alburquerque   | 1560-1563          |                    |